# Croacia en los Juegos Olímpicos de Pyeongchang 2018
Croacia estuvo representada en los Juegos Olímpicos de Pyeongchang 2018 por un total de 19 deportistas que compitieron en 4 deportes. Responsable del equipo olímpico fue el Comité Olímpico Croata, así como las federaciones deportivas nacionales de cada deporte con participación.
El portador de la bandera en la ceremonia de apertura fue el esquiador Natko Zrnčić-Dim. El equipo olímpico croata no obtuvo ninguna medalla en estos Juegos.